# RALY
RALY (англ. RALY heterogeneous nuclear ribonucleoprotein) – білок, який кодується однойменним геном, розташованим у людей на короткому плечі 20-ї хромосоми. Довжина поліпептидного ланцюга білка становить 306 амінокислот, а молекулярна маса — 32 463.
| 10         |  | 20         |  | 30         |  | 40         |  | 50         |
| ---------- |  | ---------- |  | ---------- |  | ---------- |  | ---------- |
| MSLKLQASNV |  | TNKNDPKSIN |  | SRVFIGNLNT |  | ALVKKSDVET |  | IFSKYGRVAG |
| CSVHKGYAFV |  | QYSNERHARA |  | AVLGENGRVL |  | AGQTLDINMA |  | GEPKPDRPKG |
| LKRAASAIYS |  | GYIFDYDYYR |  | DDFYDRLFDY |  | RGRLSPVPVP |  | RAVPVKRPRV |
| TVPLVRRVKT |  | NVPVKLFARS |  | TAVTTSSAKI |  | KLKSSELQAI |  | KTELTQIKSN |
| IDALLSRLEQ |  | IAAEQKANPD |  | GKKKGDGGGA |  | GGGGGGGGSG |  | GGGSGGGGGG |
| GSSRPPAPQE |  | NTTSEAGLPQ |  | GEARTRDDGD |  | EEGLLTHSEE |  | ELEHSQDTDA |
| DDGALQ     |  |            |  |            |  |            |  |            |

A: Аланін

C: Цистеїн

D: Аспарагінова кислота

E: Глутамінова кислота

F: Фенілаланін

G: Гліцин

H: Гістидин

I: Ізолейцин

K: Лізин

L: Лейцин

M: Метіонін

N: Аспарагін

P: Пролін

Q: Глутамін

R: Аргінін

S: Серин

T: Треонін

V: Валін

Кодований геном білок за функціями належить до рибонуклеопротеїнів, фосфопротеїнів. 
Задіяний у таких біологічних процесах, як процесинг мРНК, сплайсинг мРНК, транскрипція, регуляція транскрипції, ацетилювання, альтернативний сплайсинг. 
Білок має сайт для зв'язування з РНК. 
Локалізований у ядрі.